# Jeon Ha-young
Jeon Ha-young, född 18 augusti 2001, är en sydkoreansk fäktare som tävlar i sabel.

## Karriär
Vid OS 2024 ingick Jeon i det sydkoreanska laget som tog silver i sabel.